# HD 192787
HD 192787，又名BD+33 3827，SAO 69701、HR 7743，是一颗恒星，视星等为5.66，位于銀經71.99，銀緯-0.68，其B1900.0坐标为赤經20h 11m 30.7s，赤緯+33° -0.68′ 34″。